# ジャスティン・ダート・ジュニア
ジャスティン・ウィットロック・ダート・ジュニア（Justin Whitlock Dart Jr. 1930年8月29日 - 2002年6月22日）は、障害者の権利擁護を求めたアメリカ合衆国の活動家である。
1990年の障害を持つアメリカ人法（英: Americans with Disabilities Act of 1990、略称: ADA）の成立に尽力し、アメリカ合衆国障害者協会（英: en:American Association of People with Disabilities、略称: AAPD）を共同設立した。ADAの父として知られ、障害者権利運動のキング牧師、障害者権利運動の先駆者と呼ばれることもある。

## 出自
シカゴの裕福な家庭に生まれる。父ジャスティン・ウィットロック・ダート・シニアはダート産業の社長。母ルース・ウォルグリーン・ダートはウォルグリーン社の設立者チャールズ・R・ウォルグリーンと妻マートル・ウォルグリーンの娘。同腹の弟であるピーター・ダートもダート・ジュニア同様ポリオ（急性灰白髄炎）を患った。

## 学生時代
1948年ダートは18歳のときポリオに罹患した。以後、後遺症により車椅子での生活を送る。
1951年からヒューストン大学に在籍。1954年に歴史と教育分野の学士号を取得する。しかし大学は彼の身体障害を理由に教職免許の授与を拒否した。
ダートがヒューストン大学に在籍した時代は、人種、民族による隔離が行われていた。そこで1952年ダートは大学初の人種主義に異を唱えるグループ、インテグレーション・クラブを結成した。ヒューストン大学には現在、障害をもつ学生のためのジャスティン・ダート・ジュニア・センターがある。その機関は、一時的・永続的な健康上の問題、身体的な制約、精神面の不調、学習障害などを抱える学生のために作られた。

## 実業家時代
1956年、ダートはビジネスの世界に足を踏み入れた。ダートは日本とメキシコに3企業を設立。なかでもタッパーウェアブランズ・ジャパンは3人の社員での設立から2年で25,000人規模に成長させるなど、実業家として成功を収めた。
障害を持つ人や女性を雇用するよう努め、日本で初めての車椅子バスケットボールチームを組織した。チームメンバーには後に日本初のケースワーカーとして注目を集めた近藤秀夫も含まれていた。タッパーウェアブランズで秘書課長を務めたヨシコ（叔子）夫人はジャスティンの生涯のパートナーとなった。

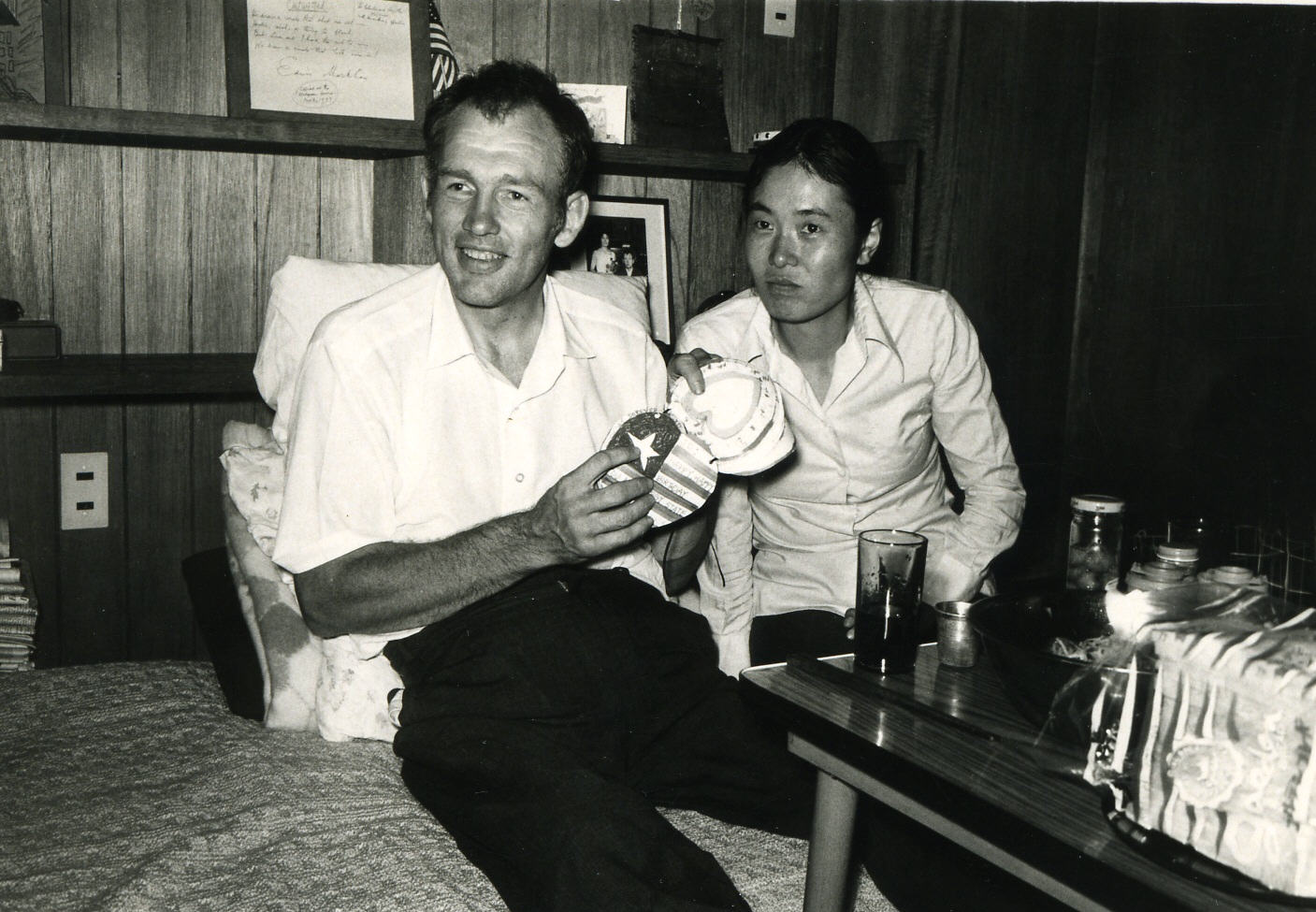
ジャスティンとヨシコ（叔子）夫人（1971年）

## 転機
ジャスティン・ダートは人生の転機を3つに分けて語った。
第一に1948年ポリオにかかったこと。ダート曰く、この時の経験はダートに愛をもって人に接する方法と人生の価値を教えた。
第二は1949年のマハトマ・ガンディーの哲学との出会い。ガンディーの言葉を人生の真の意味を見つけ、それに生きることであると解釈し、ダートの人生における重要なテーマとなった。
第三に1966年に行ったベトナムのリハビリ施設の視察である。ポリオに感染した子供の施設を見たとき、ダートは真の悪とはなんたるかを理解し、その光景が自分の魂を焦がし続けるのだと語った。

## 活動家として
1966年のベトナムにおけるリハビリテーション施設の視察をきっかけに、人権・障害者の権利のため尽力することを決意した。実業家の道を離れ、1974年にテキサスへ、1980年から1985年にかけてテキサス州立障害者委員会に参加、後半には委員長も務めた。テキサスとワシントンD.C.を拠点に様々な州、連邦の障害者委員会のメンバーとして働き、障害をもつ人々の権利のために人生をかけることとなる。
1972年にダートは民主党支持から共和党支持へと変える。
彼は、「1973年リハビリテーション法」を改正するため、ダート家と親交のあった当時の大統領ロナルド・レーガンの政策を批判。1981年にはレーガン大統領からの全米障害者評議会副議長就任の打診を受諾した。
国会においてダートは民主党・共和党の両者に友好的な立場を保つ。そこにはニューヨーク州国会議員のメジャー・オーウェンスも含まれていた。
メジャー・オーウェンスは1980年台後半から1990年台前半にかけて下院における教育省調査小委員会の議長を務めた人物である。ADAが下院で審議されるよりも前に、ダートと同法について意見を交わし、内容を練った。

### 自由への歩みツアー第1弾
ダートが全米障害者評議会副議長となってから、ダートとパートナーのヨシコ・ダートは全米を回るツアーに乗り出した。自費で全米を回るなかで、他の活動家や障害を持つ人々と会合の場を持った。
ダート夫妻が全州を巡ったツアーは夫妻にも訪れた人々にも意味深い事業となった。ツアーを行った時、アクセシビリティやユニバーサルデザインは、大きな都市や比較的大規模の自治体でしか発展していなかった。そのため、ダート夫妻はツアーを完遂するために、ダートや同伴者の車椅子を受け入れられる交通機関や宿を探す必要が生じた。実際行き先の全ての街において、難なく彼にサービスを提供できる宿が見つかるわけではなかった。ツアーには、障害者運動に関わる活動家、コミュニティに属する同志、友人などが同伴した。ダートが出会った多くの人々にとって、障害を持つ立場として政治に何を求めるかという質問を受けたのは画期的なことだった。
ツアーでの聞き取りを通じて、ダートらの評議会は障害を持つ人に対する旧態依然とした差別をなくすため新たな市民法が必要であるという国家政策の草稿を作り上げた。これが次第にADAに形を変えていくこととなる。
1986年、レーガン大統領によりリハビリテーション・サービス局の理事に任命される。当局はアメリカ合衆国教育省の下部政府組織であり、「1973年リハビリテーション法」の執行を担った。しかし、ダートの当局での職務は議会聴聞において当局を、古臭い温情主義の石頭と批判したことで終了を迎えた。ダートは辞令を出されたが、障害者の権利に関する政策をめぐって連邦レベルでさえも活動を続けた。
1988年、メジャー・オーウェンスの設立した障害者の権利・エンパワメント国会対策委員会の共同議長に任命された。そして1989年から1993年にかけて障害者雇用委員会の委員長を務めた。

### 自由への歩みツアー第2弾・ADAの成立
1988年、ダート夫妻は全国の人々の意見を聞くため、再度全米ツアーに乗り出した。友人や活動家たちの支援を得て、全米50州を訪れた。それにとどまらず、プエルトリコ、グアム、コロンビアも訪れフォーラムを開催し、計3万人超を動員する結果となった。ダートの弛まぬ擁護活動と長きにわたる人々との対話がADAの基礎となる考え、人的ネットワークを確立し、彼はADAの父と呼ばれるようになっていった。
ADAは1990年7月26日に成立した。署名式典には大統領ジョージ・ブッシュ（父）、イヴァン・ケンプ、聖職者でもあったハロルド・ウィルケ師、サンドラ・パリーノ、そしてジャスティン・ダートが出席した。

### ADA成立後
1991年から1993年にかけてダートはクリントン大統領の公約にあるヘルスケア改革の実現を求めて活動した。クリントンがヘルスケア改革をめぐる議会選挙に敗れると、1993年ダートは在野で活動するために障害者雇用委員会を辞す。同年、ヒューバート・ハンフリー賞を授与された。
1994年にはADAとIndividuals with Disabilities Education Act（略:IDEA、障害を持つ学生に適切な教育の機会を提供する法律）の弱体化を狙う国会に対抗するため、他の活動家たちとジャスティス・フォー・オールというチームを結成した。その中には、映画俳優・監督クリント・イーストウッドの勧めで参加した者もいた。イーストウッドもまた多くのADAの記念イベントを手掛けた人物である。
1994年の議会選挙に共和党が勝利しヘルスケア改革の実現が遠のいたことをきっかけに、ダートは共和党を離れ民主党であるクリントン大統領を全面的に支持するようになった。実際に1996年の大統領選ではクリントン再選のため尽力している。
1995年7月25日にAAPDを設立。設立メンバーとして、ポール・ハーン、上院議員ボブ・ドール、ジョン・ケンプ、トニー・コエーリョ、パット・ライト、ジム・ワイズマン、レックス・フリーデン、シルビア・ウォーカー、ポール・マーチャンド、フレデリック・フェイ、アービング・キング・ジョーダン、デニス・フィゲロア、ジュディス・チェンバレン、ビル・デンビイ、デボラ・カプラン、ナンシー・ブロック、マックス・スタークロフ、マイク・オーベルジュ、ニール・ジェイコブソン、ラルフ・ニース、ロン・ハートレーが含まれていた。

### 晩年の活動
ダートは1997年後半から、続く心臓発作に苦しみ、ツアーにかける体力もまた奪われていった。しかしロビイストとして障害を持つ人々の権利を求めて活動を続け、多くのイベント、集会、抗議運動や公聴会に出席し続けた。1998年にはアメリカ最高の国民栄誉賞である大統領自由勲章を受けた。授与式においてクリントン大統領はダートを「新たな市民権法を成立せしめ、数多の国民へ権利の扉を開いた人物」と評した。
晩年の活動の中で、ダートは温めていた構想の「エンパワメント・レボリューション」を形にするため、声明文の作成に注力した。その文章はこう結ばれている。
私の愛する同志たち、あらがい続ける同志たちへ。この老兵の言葉があなた方に届くよう願う。いまだ私たちは嵐の中にいる。私たち、私たちの子ども、そしてこれから生まれる全ての人々が、満ち足りた生を享受できる世界にするため、嵐の中を歩き続けている。私はいま心から叫ぶ。あなたの力が必要であると！どうか歩みつづけて、前へ、前へ、前へ！全ての人が、自らの人生を生きられる社会を実現するために！—ジャスティン・ダート・ジュニア、"Ability Magazine Justin Dart Obituary" by Fred Fay and Fred Pelka

## 死と遺産
2002年6月22日、ワシントンD.C.にて71年の生涯を終える。ポリオの後遺症の合併症に由来するうっ血性心不全だった。

ダートは障害者のコミュニティー、特にワシントンD.C.地域のメンバーにとって、障害者運動の旗印であり、人々を受容し、守り、導く理想的在り方の体現者であった。コミュニティーに向けられたダートの最期の言葉には、こうある。
私は連帯を求める。正義に生きる全ての人たち、人生を愛する全ての人たちによる連帯を。既存の枠組みを脱し、全ての人たちが自らの人生を生きられる世界を作るために。誰もが社会の意思決定に参加し、全ての人の豊かな人生を実現するために。—ジャスティン・ダート・ジュニア、"Ability Magazine"
最後は、「前へ！」という言葉で締められている。この言葉は包括的社会を目指し活動を続ける人、そして行動と正義の力を信じる全ての人に行動を呼びかけるものとなった。星条旗のピンがついたステットソン帽とカウボーイブーツという、ダートが好んだ装いは障害者権利運動のシンボルとなっている。
2010年にはアメリカ合衆国の労働に寄与した人物としてLabor's Hall of Honorに殿堂入りした。